# Joshi Bharat
Joshi Bharat (Mumbai, Mahárástra, 1955. július 31. –) indiai származású magyar műsorvezető, médiaszemélyiség, sorselemző, bábszínész.

## Neve
A Bharat utónév Indiát jelenti hindi nyelven, vezetékneve, a Joshi pedig jövendőmondást.

## Pályafutása
Szülei Indiában banktisztviselőnek szánták, de ő színésznek tanult, majd 1980-ban tanulmányúton járt Magyarországon. Azóta Magyarországon él. 1981–1983 között végezte el a Bábstúdiót, és az Állami Bábszínház művésze lett. Közben közgazdász végzettséget szerzett. Ezután sorselemzéssel és jóslással foglalkozott.
2008 és 2010 között a TV2-n a nevét viselő délutáni talkshow-t vezetett az RTL Klubos Mónika show mintájára. 2012 márciusától a FEM3 csatornán látható Gombos Edinával közös műsora, az Edina és Joshi. A TV2 Mokka című műsorában is kap némi műsorvezetői szerepet. Joshi Bharat 2019 decemberében távozott a TV2 Média Csoporttól, majd 2020. július 3-án bejelentették, hogy a Hajdú Péter vezérigazgató vezette LifeTV-hez igazol, ahol Őszintén! Joshival címmel kap műsort.
Hobbija a csillagászat és a kozmológia. Vegetáriánus.

## Főbb szerepei
- Laczffy nádor (Arany János–Jékely Zoltán: Toldi)
- Nembaj törpe (Károlyi A.: Hófehérke és a hét törpe)
- Maugli (Kipling–Balogh G.: A dzsungel könyve)

## Filmszerepek
- Jóban Rosszban (2013)
- A temetetlen halott (2004)
- Natassa (1998)
- Kisváros (1993) tv-sorozat
- Kutyakomédiák (1992) tv-sorozat

## Könyvek
- Rosta Erzsébet–Joshi Bharat: Tenyérjóslás. Tenyerünkben a jövő?; ILK Ötlet, Bp., 1988
- Szabó Csilla: Joshi Bharat világkonyhája; fotó Érsek-Obádovics Mercédesz; Scolar, Bp., 2012

## Családja
Egyik bátyja pszichológus, egyetemen tanít, a másik egy városi adóosztály vezetője volt. Felesége Szabó Csilla. Két lány, Szávitri (1985) és Shila (1994) édesapja.